# Charles Edwin Weaver
Charles Edwin Weaver (* 1. Mai 1880 in Deerfield, New York; † 17. Juli 1958 in Pasadena, Kalifornien) war ein US-amerikanischer Paläontologe und Geologe. 

## Leben
Weaver ging auf die Utica Free Academy und studierte ab 1900 an der University of California, Berkeley, Paläontologie und Geologie mit dem Bachelor-Abschluss 1904 und der Promotion 1907. Seine Dissertation war über die Geologie von Napa County. Danach war er Dozent für Geologie an der University of Washington in Seattle, ab 1912 als Assistant Professor, ab 1918 als Associate Professor und ab 1921 als Professor. 
Für den US Geological Survey war er 1906/7 in Alaska und er war auch am Geological Survey des Bundesstaats Washington, wobei er besonders die Küstenregion erkundete. 1919 bis 1926 war er als Erdölgeologe für Standard Oil of California viel in Südamerika (unter anderem in Argentinien in der Provinz Neuquen und Panama). Dazu ließ er sich mehrere Jahre an der Universität beurlauben. Er befasste sich mit der Biostratigraphie des Tertiärs in Kalifornien, Oregon und Washington anhand von Mikrofossilien (Foraminiferen) und Mollusken und legte eine umfangreiche Sammlung an der Universität an. Im Ruhestand ging er des Klimas wegen zurück nach Kalifornien, wo er mit dem Caltech verbunden war.
1950 war er Präsident der Paleontological Society und er war Mitglied der California Academy of Sciences und der Washington Academy of Sciences. Der Mount Weaver in der Antarktis ist nach ihm benannt.